# Julie and the Phantoms
Julie and the Phantoms é uma série de televisão de comédia dramática e musical norte-americana criada por Dan Cross e David Hoge que estreou na Netflix em 10 de setembro de 2020. É uma série baseada na original brasileira Julie e os Fantasmas, produzida pela Rede Bandeirantes e a Nickelodeon Brasil em 2011. A trama gira em torno da adolescente Julie, que reencontra sua paixão pela música e pela vida enquanto ajuda os "Phantoms" — um trio de fantasmas adolescentes — a se tornarem a banda que eles nunca conseguiram ser em vida.
A série recebeu críticas positivas por sua história cativante, musical e divertida, além das atuações bem elogiadas do jovem elenco e da produção rebuscada do renomado Kenny Ortega. A série fez muito sucesso com suas músicas no Spotify.
Em dezembro de 2021, a série foi cancelada após uma temporada.

## Elenco e personagens

### Principal
- Madison Reyes como Julie Molina, uma musicista do ensino médio que está lutando para fazer música após a morte de sua mãe.
- Charlie Gillespie como Luke Patterson, cantor e guitarrista principal dos Phantoms.
- Owen Joyner como Alex Mercer, o baterista dos Phantoms.
- Jeremy Shada como Reggie Peters, o baixista dos Phantoms.
- Jadah Marie como Flynn, a melhor amiga de Julie.
- Sacha Carlson como Nick, ex-namorado de Carrie e antigo interesse amoroso de Julie.
- Savannah Lee May como Carrie, a nêmesis e ex-amiga de Julie.

### Recorrente
- Cheyenne Jackson como Caleb Covington, um famoso fantasma dono do Hollywood Ghost Club.
- Carlos Ponce como Ray Molina, pai de Julie.
- Sonny Bustamante como Carlos Molina, irmão mais novo de Julie.
- Alison Araya como Tia Victoria, tia materna de Julie.
- Marci T. House como a Sra. Harrison, professora do programa de música de Julie.
- Booboo Stewart como Willie, um fantasma que se torna o interesse amoroso de Alex.
- Taylor Kare/Steve Bacic como Bobby/Trevor Wilson, antigo guitarrista rítmico da Sunset Curve e pai de Carrie.

## Produção

### Desenvolvimento
Em 9 de abril de 2019, Kenny Ortega assinou um contrato geral de vários anos com a Netflix, incluindo a produção de Julie and the Phantoms, que também estava sendo disputada pelo Disney+. Ortega foi o produtor executivo da série ao lado de Dan Cross, David Hoge, George Salinas e Jaime Aymerich. Cross e Hoge também atuam como showrunners. As produtoras envolvidas com a série deveriam consistir na Crossover Entertainment e na Mixer Entertainment. A série lançou em 10 de setembro de 2020. Em 26 de agosto de 2020, um trailer oficial foi lançado. Em 18 de dezembro de 2021, a Netflix cancelou a série após uma temporada.

### Seleção de elenco
Em 21 de julho de 2020, após o anúncio da data de estreia da série, Madison Reyes, Charlie Gillespie, Jeremy Shada, Owen Patrick Joyner, Booboo Stewart, Cheyenne Jackson, Carlos Ponce, Sonny Bustamante, Jadah Marie, Sacha Carlson e Savannah Lee May foram escalados para os papéis principais.

### Filmagens
As filmagens da série começaram em 17 de setembro de 2019 e terminaram em 14 de dezembro de 2019, em Burnaby, Colúmbia Britânica.

## Música
Uma trilha sonora foi lançada em 10 de setembro de 2020, juntamente com a estreia da série no serviço de streaming.

## Episódios
| N.º | Título (no Brasil)                                         | Dirigido por   | Escrito por                       | Lançamento             |
| --- | ---------------------------------------------------------- | -------------- | --------------------------------- | ---------------------- |
| 1 | "Wake Up" "Acorde"                                         | Kenny Ortega   | David Hoge e Dan Cross            | 10 de setembro de 2020 |
| É 1995, a banda Sunset Curve está tocando "Now or Never" em uma passagem de som antes de se apresentar mais tarde no Orpheum em Los Angeles. Três dos companheiros vão buscar "cachorros quentes", enquanto o quarto colega, Bobby, fica para trás para conversar com Rose, uma jovem bonita e garçonete do local. Luke, Alex e Reggie comem os cachorros quentes, que acabam sendo rançosos, causando suas mortes. Agora, 25 anos depois, uma adolescente chamada Julie Molina está impossibilitada de tocar música desde o falecimento de sua mãe um ano antes, o que resulta em sua demissão do programa de música de sua escola. Enquanto vasculha as coisas de sua mãe no estúdio de garagem de sua família, ela encontra um CD da Sunset Curve e ouve. Tocar o CD chama os três membros falecidos da Sunset Curve como fantasmas. Julie enlouquece. A banda acha que eles morreram na noite passada, mas Julie mostra um artigo afirmando que eles morreram há 25 anos. Mais tarde naquele dia, Julie se senta ao piano de sua mãe e toca uma música que sua mãe escreveu para ela. Sem que ela soubesse, os meninos a assistiam tocar, sem acreditar que a pessoa que pode vê-los também é um músico talentoso. Músicas: "Now or Never" - Sunset Curve; "Wake Up" - Julie |                                                            |                |                                   |                        |
| 2 | "Bright"                                                   | Kenny Ortega   | David Hoge e Dan Cross            | 10 de setembro de 2020 |
| Depois que Julie toca piano e canta pela primeira vez em um ano, os fantasmas ficam chocados que ela escondeu isso deles e consideram convidá-la para entrar na banda. Eles formam um plano para trazer Julie de volta ao seu programa de música. Enquanto isso, para ajudar a vender a casa, o pai de Julie, Ray, tira fotos da casa e do estúdio. As fotos tiradas dentro do estúdio, no entanto, têm orbes brancas. Isso faz com que o irmão mais novo de Julie, Carlos, suspeite que as orbes são fantasmas. Os meninos se teletransportam para a praia, onde aprendem mais sobre as origens de suas famílias. Para animar seus companheiros de banda, Luke deseja seu violão, que então aparece em suas mãos. Seus instrumentos são revelados como conectados às suas almas. Eles então tocam "This Band is Back". Mais tarde, Luke convence Julie a tocar uma música na frente da professora de música, Sra. Harrison, mas ela não tem poder para deixar Julie voltar ao programa. No Spirit Rally das escolas, a rival de Julie e Flynn, Carrie, apresenta "Wow" com seu grupo Dirty Candy. Depois, com o incentivo dos rapazes, Julie sobe ao palco e começa a cantar a música "Bright", que Luke escreveu para a Sunset Curve. Enquanto Julie canta, a banda aparece de repente tocando seus instrumentos. Enquanto brincam, eles percebem que podem ser vistos pelos alunos. Quando a música termina, a banda desaparece deixando todos sem palavras. Músicas: "This Band is Back (Reggie's Jam)" - Sunset Curve; "Wow" - Dirty Candy; "Bright" - Sunset Curve & Julie |                                                            |                |                                   |                        |
| 3 | "Flying Solo" "Carreira solo"                              | Paul Becker    | Sean W. Cunningham e Marc Dworkin | 10 de setembro de 2020 |
| Quando a banda desaparece, Julie é bombardeada com perguntas. Alguém pergunta a ela se a banda era um holograma e Julie diz que sim. Julie é então aceita de volta no programa de música pelo diretor. Flynn então questiona Julie, que continua mentindo sobre a banda. Depois da escola, Julie avisa ao pai que ela voltou ao programa de música. No estúdio, Alex está em pânico com sua vida fantasma, mas Luke e Reggie acham que esta é sua segunda chance porque com Julie, eles podem ser a banda que nunca chegaram a ser. Oprimido, Alex sai para uma caminhada para clarear a cabeça e é atropelado por Willie, um skatista que também é um fantasma. Willie observa que Alex é novo como fantasma e responde a muitas perguntas de Alex. De volta ao estúdio, Luke e Reggie encontram a letra no quarto de Julie, que eles usam para criar uma música. Julie entra e eles a convidam para se juntar à banda, mas ela não consegue pensar em nada além de Flynn. Mais tarde, ela encontra Flynn, prestes a incendiar a janela de Julie, e conta a verdade. No início, Flynn não acredita nela, mas Julie então canta "Flying Solo" e a banda se torna visível para Flynn. Músicas: "Flying Solo" - Sunset Curve & Julie |                                                            |                |                                   |                        |
| 4 | "I Got the Music" "A música voltou"                        | Kenny Ortega   | Nora Sullivan                     | 10 de setembro de 2020 |
| O episódio começa com Julie em alto astral enquanto ela canta e dança enquanto entra em seu colégio, onde se junta a outros alunos em um grande número de dança. Mas, isso realmente aconteceu ou foi um sonho? Willie leva Alex a um museu fechado para tentar soltá-lo. Enquanto os meninos e Julie colaboram em uma nova música, Julie conta a eles sobre a música de Trevor Wilson que choca os meninos quando eles descobrem que Trevor é realmente seu ex-companheiro de banda, Bobby, que roubou a música deles e creditou-a como sua, o que fez ele rico e famoso. Os meninos pufam para assombrar Trevor. Como parte de sua vingança contra Trevor, eles querem estar visíveis, então pedem ajuda a Willie. Ele os leva ao The Hollywood Ghost Club para conhecer Caleb Covington, um fantasma com fortes poderes. Músicas: "I Got the Music" - Julie com alunos do ensino médio |                                                            |                |                                   |                        |
| 5 | "The Other Side of Hollywood" "Do outro lado de Hollywood" | Kenny Ortega   | David Hoge & Dan Cross            | 10 de setembro de 2020 |
| Caleb Covington apresenta Luke, Alex e Reggie às maravilhas do The Hollywood Ghost Club. Os meninos ficam hipnotizados pelos elaborados números da produção musical. Enquanto isso, Flynn vira DJ no baile da escola onde Julie e os Phantoms se apresentarão mais tarde. No entanto, os fantasmas logo perdem a noção do tempo, e Julie é forçada a cancelar seu show no baile como resultado. Quando os meninos estão deixando o clube, percebendo que já é tarde, eles recebem um selo misterioso de Caleb. Quando eles chegam na escola, Julie, chateada com eles, os confronta e sai da banda. Quando Julie vai embora, os meninos de repente passam por uma sacudida dolorosa, que Reggie compara a como eles morreram há 25 anos. Músicas: "The Other Side Of Hollywood" - Caleb Covington e a orquestra de dançarinos do The Hollywood Ghost Club |                                                            |                |                                   |                        |
| 6 | "Finally Free" "Enfim, livres"                             | Kristin Hanggi | Sean W. Cunningham & Marc Dworkin | 10 de setembro de 2020 |
| Na aula de dança de Julie, o técnico do time de lacrosse da escola força a equipe a se juntar as dançarinas para eles melhorarem a mobilidade e ganhar um jogo. Nick e Julie se tornam parceiros de dança. Luke inscreve a banda para um concurso de talentos local. Os meninos perdem a noção do tempo e aparecem depois que o baile acaba, deixando Julie irritada. Ela acusa Luke de ser egoísta. Alex e Reggie mostram a Julie que ele não é, levando-a para a casa dos pais de Luke, onde Luke visita com frequência desde sua morte. Julie muda de ideia e ajuda os meninos a praticarem uma nova música para sua apresentação. No entanto, Ray descobre que Julie perdeu três de suas aulas e uma prova de cálculo quando ela dormiu demais, então ele a deixa de castigo. Julie desobedece seu pai e foge de seu quarto para fazer sua apresentação. Quando Julie chega ao local do show de talentos, ela vê as Dirty Candy se apresentando no palco com um convidado especial se juntando a eles. Um caçador de talentos fica impressionado com a Julie e os Phantoms e, quando ela se apresenta com a banda, o pai de Julie aparece e a manda para casa. Músicas: "Finally Free" - Julie and the Phantoms; "All Eyes on Me" - Dirty Candy |                                                            |                |                                   |                        |
| 7 | "Edge of Great" "À beira da perfeição"                     | Kabir Akhtar   | Nora Sullivan & Leilani Downer    | 10 de setembro de 2020 |
| Carlos se tornou um caçador de fantasmas júnior. Reggie ajuda a mostrar que os fantasmas de Carlos são reais. Reggie sai com Ray. Mesmo sabendo que Ray interrompeu o encontro do caçador de talentos com a banda, ele concorda em dar uma festa na casa deles para que a banda possa se apresentar. Luke flerta com Julie sob o pretexto de discutir qual música tocar na festa. Nick os interrompe, pois está nervoso com a apresentação de dança. Enquanto Nick e Julie apresentam seu número de dança, Julie imagina que é com Luke que ela está dançando. Alex pega Willie espionando ele e o confronta, mas Willie não explica por que ele apareceu. Quando o episódio termina, Willie explica o que está acontecendo com eles devido à maldição de Caleb e o que eles precisam fazer para atravessar. Músicas: "Perfect Harmony" - Julie e Luke; "Edge of Great" - Julie and the Phantoms |                                                            |                |                                   |                        |
| 8 | "Unsaid Emily" "O que não falei para Emily"                | Kabir Akhtar   | Leah Keith                        | 10 de setembro de 2020 |
| Enquanto Alex vai ao The Orpheum, ele relembra a noite em que ele, Luke e Reggie morreram. Willie entra e pede desculpas a ele por apresentá-los a Caleb. Julie visita os pais de Luke para lhes dar uma canção, que Luke escreveu sobre sua mãe. Julie espera que isso ajude Luke. Ele diz a Julie que a banda tem negócios pendentes que precisam ser concluídos antes que possam fazer a transição ou então deixarão de existir. Inicialmente Julie fica consternada, mas depois de encontrar uma camiseta Sunset Curve nos pertences de sua mãe, ela percebe que os meninos estão ligados a sua mãe (Rose, a garçonete no primeiro episódio, revela ser a mãe de Julie). Embora Julie esteja triste por nunca mais vê-los novamente, ela os ajuda a bolar um plano para se apresentarem no The Orpheum. Músicas: "Unsaid Emily" - Sunset Curve |                                                            |                |                                   |                        |
| 9 | "Stand Tall" "Serei resistente"                            | Kenny Ortega   | David Hoge & Dan Cross            | 10 de setembro de 2020 |
| Willie ajuda a banda a se tornar a banda de abertura de Panic! at the Disco no The Orpheum. Os meninos usam seus poderes fantasmas para ajudar o booker de talentos a contratá-los como um substituto para o ato de abertura original. Alex fica emocionado ao agradecer a Willie por sua ajuda e por desafiar a ordem de Caleb de ficar longe. Em casa, Carrie assiste a um vídeo em seu computador de Julie e os meninos tocando, em que seu pai, Trevor, vê e percebe que a banda são seus companheiros da banda Sunset Curve mortos. Enquanto os meninos se preparam para ir ao The Orpheum para se juntar a Julie, Caleb aparece e intervém, transportando-os para o The Hollywood Ghost Club e os força a se apresentarem com ele e sua orquestra. Conforme a hora do show se aproxima, Julie fica ansiosa quando os meninos não aparecem. Um sinal é dado a Julie de que ela deve representar. Quando ela começa a se apresentar, Alex aparece pela primeira vez, em seguida, Reggie com Luke sendo o último a entrar. No final da apresentação, os rapazes saíram e aparentemente cruzaram. Quando Julie volta para casa para se despedir deles na garagem, ela descobre que os meninos não fizeram a passagem, pois o The Orpheum não era um assunto inacabado e eles estão desaparecendo lentamente. No entanto, Julie os salva dizendo que os ama, e os meninos decidem que seu negócio na Terra é continuar a banda com Julie, quebrando assim a maldição de Caleb. Durante esse tempo, Carlos os avista, agora sabendo o segredo. No dia seguinte, Nick vai à casa de Julie para convidá-la para sair, mas antes que ele possa fazer isso, ele é confrontado e possuído por Caleb. Músicas: "You Got Nothing To Lose" - Caleb Covington; "Stand Tall" - Julie and the Phantoms |                                                            |                |                                   |                        |

## Recepção

### Resposta da crítica
Caroline Framke, da Variety, escreveu:
"Claro, suas aventuras de fantasmas se tornam muito bobas, muito rapidamente. Mas quem se importa! Julie and the Phantoms é divertido e adorável o suficiente para que nada disso importe".
Para a série, o agregador de resenhas Rotten Tomatoes relatou uma taxa de aprovação de 93% com base em 27 resenhas, com uma classificação média de 7,9/10. O consenso dos críticos do site diz: "Com melodias cativantes e a quantidade certa de piadas sobre fantasmas, Julie and the Phantoms é um programa divertido e alegre que prova ser uma vitrine perfeita para a novata Madison Reyes." O Metacritic deu à série uma pontuação média ponderada de 77 de 100 com base em 7 análises, indicando "análises geralmente favoráveis".

### Prêmios e indicações
| Ano  | Prêmio                 | Categoria                                                                        | Nomeado(s)                                                                            | Resultado | Ref. |
| ---- | ---------------------- | -------------------------------------------------------------------------------- | ------------------------------------------------------------------------------------- | --------- | ---- |
| 2021 | Golden Tomato Awards   | Série de TV Favorita dos Fãs de 2020                                             | Julie and the Phantoms                                                                | Venceu    |      |
| 2021 | CSC Awards             | Cinematografia de Série de Comédia                                               | Jon Jiffin (episódio: '"Wake Up")                                                     | Pendente  |      |
| 2021 | Cape and Castle Awards | Melhor Série de Televisão de Comédia de 2020                                     | Julie and the Phantoms                                                                | Venceu    |      |
| 2021 | Tell-Tale TV Awards    | Nova Série de Comédia Favorita                                                   | Julie and the Phantoms                                                                | Venceu    |      |
| 2021 | Tell-Tale TV Awards    | Atriz Favorita em uma Série de Comédia a Cabo ou Digitalmente                    | Madison Reyes                                                                         | Venceu    |      |
| 2021 | Tell-Tale TV Awards    | Ator Favorito em uma Série de Comédia a Cabo ou Digitalmente                     | Owen Joyner                                                                           | Venceu    |      |
| 2021 | SEC Awards             | Melhor Série Adolescente                                                         | Julie and the Phantoms                                                                | Indicado  |      |
| 2021 | SEC Awards             | Melhor Ator em uma Série Adolescente                                             | Charlie Gillespie                                                                     | Indicado  |      |
| 2021 | SEC Awards             | Personagem Favorita em Série Digital                                             | Julie Molina                                                                          | Indicado  |      |
| 2021 | SEC Awards             | Melhor Atriz em uma Série Adolescente                                            | Madison Reyes                                                                         | Indicado  |      |
| 2021 | MTV Movie & TV Awards  | Melhor Canção                                                                    | Madison Reyes, Charlie Gillespie, Owen Joyner e Jeremy Shada                          | Venceu    |      |
| 2021 | Daytime Emmy Awards    | Excelente Música Original                                                        | Hannah Asres Jones, Jack Kugell e Matt Wong (Música: "I Got the Music")               | Indicado  |      |
| 2021 | Daytime Emmy Awards    | Excelente Música Original                                                        | Litvin e Rockwell (Música: "The Other Side of Hollywood")                             | Indicado  |      |
| 2021 | Daytime Emmy Awards    | Excelente Música Original                                                        | Michelle Lewis e Dan Petty (Música: "Unsaid Emily")                                   | Venceu    |      |
| 2021 | Daytime Emmy Awards    | Excelente Elenco para um Programa de Drama ou Ficção Diurna                      | Natalie Hart e Jason La Padura                                                        | Indicado  |      |
| 2021 | Daytime Emmy Awards    | Excelente Figurino/Estilo para um Programa de Drama ou Ficção Diurna             | Soyon An e Eilidh McAllister                                                          | Venceu    |      |
| 2021 | Daytime Emmy Awards    | Excelente Edição de Múltiplas Câmeras para um Programa de Drama ou Ficção Diurna | Don Brochu, Dan Krieger, Austin Andrews                                               | Venceu    |      |
| 2021 | Daytime Emmy Awards    | Excelente Penteado para um Programa Dramático ou de Ficção Diurna                | Katalin Lippay, Tammy Bailey, Paula Demille e Frances Smith                           | Indicado  |      |
| 2021 | Daytime Emmy Awards    | Excelente Maquiagem para um Programa Dramático ou de Ficção Diurna               | Tracy George, Francesca Cervellin e Trudy Parisien                                    | Indicado  |      |
| 2021 | Daytime Emmy Awards    | Excelente Mixagem de Som e Edição                                                | Don Brochu, Dan Krieger, Austin Andrews, Sandra Portman, Hugh Wielenga, Laurie Melhus | Indicado  |      |
| 2021 | Daytime Emmy Awards    | Excelente Equipe de Roteiristas para um Programa de Ficção Diurna                | Dan Cross e David Hoge                                                                | Indicado  |      |
| 2021 | Daytime Emmy Awards    | Excelente Performance Adolescente em um Programa de Ficção Diurna                | Madison Reyes                                                                         | Indicado  |      |
| 2021 | Daytime Emmy Awards    | Excelente Performance de um Ator Coadjuvante em um Programa de Ficção Diurna     | Cheyenne Jackson                                                                      | Indicado  |      |
| 2021 | Daytime Emmy Awards    | Excelente Série para Jovens Adultos                                              | Julie and the Phantoms                                                                | Indicado  |      |